# Karen Berg (política)
Karen Berg es médica y profesora y también  senadora del Estado de Kentucky, en representación del Distrito 26. Fue elegida para el Senado de Kentucky (distrito 26) por parte del partido Demócrata en una elección especial celebrada el 23 de junio de 2020, derrotando a Bill Ferko. Sucedió al senador Ernie Harris, que dimitió el 15 de abril de 2020. Ella es la única miembro judía del Senado del Estado de Kentucky.

## Biografía
Berg se graduó el la Central High School en Louisville, Kentucky, en la Universidad de Kentucky, donde hizo su Licenciatura en Artes, y en la Universidad de Louisville, donde hizo el Doctorado en Medicina en 1987.
Es hija de Harold Berg, médico y artista.

## Carrera profesional
Berg es radióloga.
Berg se postuló para el Senado del Estado de Kentucky en 2018, perdiendo frente al titular Ernie Harris. Posteriormente consiguió su escaño en una elección especial en junio de 2020, después de que Harris anunciara su jubilación. Esta fue la primera vez en 25 años que el escaño estatal en Kentucky fue ocupado por una demócrata. Ella es además la única miembro de religión judía que ha sido elegida para el Senado del Estado de Kentucky, siendo la impulsora de que Kentucky se convirtiera en el primer estado de EE. UU. en adoptar en 2021 la definición de antisemitismo de la Asociación Internacional para el Recuerdo del Holocausto, conocida como IHRA.
Ella aboga, igual que el gobernador de Kentucky, Andy Beshear, para restablecer el intercambio de seguros médicos de Kentucky, un programa que fue abandonado por Matt Bevin.
La senadora Berg se hizo viral en marzo de 2022 por un apasionado discurso en la cámara del Senado contra la nueva ley del estado que prohíbía los abortos después de las 15 semanas, calificando la legislación de "farsa médica".
Es además una gran defensora de los derechos del colectivo LGTBi, siendo madre de un menor trans.
También es profesora en el Departamento de Radiología de la Universidad de Louisville.